# Soziale Politik Sachsen
Soziale Politik Sachsen (Kurzform: SP bzw. SPS) war eine deutsche, regionale Kleinpartei, die in Sachsen zur Landtagswahl im September 1994 antrat.

## Vorbedingungen
Bei der ersten sächsischen Nachwende-Landtagswahl im Oktober 1990 galt es, 160 Sitze im Landtag zu besetzen, von denen die Hälfte als Direktmandate über die 80 Wahlkreise und die andere Hälfte nach Verhältniswahl ermittelt wurde. Angetreten waren ehemalige Mitgliedsparteien des Demokratischen Blocks, Neugründungen der Wendezeit und Ableger aus der bundesdeutschen Parteienlandschaft an. Die CDU erreichte die absolute Mehrheit und konnte sämtliche Direktmandate für sich verbuchen.
In den vier Jahren bis zur zweiten Landtagswahl wurde ein neues Wahlgesetz verabschiedet, das die Zahl der Mandate um ein Viertel auf 120 senkte. Zudem haben sich die früheren Blockparteien sowie einige Oppositionsparteien mit den westdeutschen Pendants zusammengeschlossen, andere Parteien wie die Deutsche Biertrinker Union hatten sich aufgelöst oder sind mangels Mitgliedern nicht erneut angetreten. Geänderte politische und wirtschaftliche Bedingungen seit der Wiedervereinigung haben Forderungen einiger Oppositionsparteien aus der Wendezeit egalisiert, sodass diese vor der Wahl Wählerabwanderungen zu erwarten hatten.

## Gründung
Die 1990 als Listenverbindung angetretenen Parteien der Landtagsfraktion Forum – Neues Forum, Bündnis 90 und Grüne Partei – schlossen sich 1991 zur Partei Bündnis 90/Die Grünen Sachsen zusammen und kamen der Vereinigung der Bundespartei mit dem Bündnis 90 anderthalb Jahre zuvor. Ein Teil der nichtparlamentarischen Mitglieder des Neuen Forums blieb selbständig.
Die Leipziger Ärztin Cornelia Matzke, ehemaliges Mitglied des Landessprecherrats des Neuen Forums, war eine von zehn in den Landtag gewählten Abgeordneten des Parteienbündnisses und 1990 bis 1992 stellvertretende Fraktionsvorsitzende. Am 21. Februar 1994 war sie aus der Landtagsfraktion ausgetreten und blieb bis zum Ende der Wahlperiode fraktionsloses Mitglied des Landtags.
Bei einer Pressekonferenz im Sommer 1994 gab Matzke die Gründung der Partei Soziale Politik Sachsen bekannt. Sie hatte zu jener Zeit über 20 Mitglieder, von denen elf zur Landtagswahl antraten. Die Partei ist gegen die alleinige Regierungspartei CDU angetreten als „Stimme für eine andere Politik“. Matzke hielt allerdings das Überspringen der Fünf-Prozent-Hürde für nicht wahrscheinlich. Die Zusammensetzung aus Personen des links-grünen Spektrums führte zur Einschätzung als Splitterpartei.

## Landtagswahl 1994
Zur Landtagswahl im September 1994 traten neun Parteien gegeneinander an, darunter Bündnis 90/Die Grünen auf Listenplatz 4, das Neue Forum auf Listenplatz 7 sowie Soziale Politik Sachsen auf Listenplatz 9. Die drei Parteien vereinten 5,2 % der Zweitstimmen auf sich; mit 4,1 %, 0,7 % sowie 0,4 % verfehlten sie jeweils die Fünf-Prozent-Hürde. Die Direktmandate gingen wiederum sämtlich an die CDU.
Mit 0,4 % der Stimmen (783 von 187.375 abgegebenen gültigen Stimmen, 380.965 Stimmberechtigte) in der Stadt Leipzig lag das Ergebnis in der Heimatstadt der Mitbegründerin Matzke im Landesdurchschnitt.
Zur Landtagswahl in Sachsen 1999 trat die Partei nicht mehr an.